# Pulvinaster
Pulvinaster, monotipski rod crvenih algi iz porodice Compsopogonaceae. Jedina priznata vrsta je pacifička alga P. venetus iz Vanuatua.

## Sinonimi
- Pulvinus veneticus J.A.West, G.C.Zuccarello & J.L.Scott 2007